# Zweikampf-Europameisterschaft der Junioren 2008

Logo CEB (ausrichtender Verband)

Die Zweikampf-Europameisterschaft der Junioren 2008 war das achte Turnier in dieser Disziplin des Karambolagebillards und fand vom 20. bis zum 23. März 2008 in Athen statt.

## Geschichte
Das Jugendturnier wurde vom Europäischen Billard-Verband CEB ab 1967 erstmals als Europameisterschaft durchgeführt. Es wurde ein Zweikampf mit den Disziplinen Freie Partie und Cadre 47/2 gespielt. Die Distanzen blieben, aber es wurde eine Aufnahmnebegrenzung von 20 eingeführt. Die Altersgrenze der Teilnehmer wurde auf 21 Jahre verkürzt.

## Modus
Gespielt wurde das Turnier in der Gruppenphase im Round Robin Modus. Danach wurde im KO-System weitergespielt.
1. MP = Matchpunkte
2. PP = Partiepunkte
3. VGD = Verhältnismäßiger Generaldurchschnitt
4. BVED = Bester Einzel Verhältnismäßiger Durchschnitt

Bei der Berechnung des VGD wurde die portugiesische Tabelle vom Oktober 1977 angewendet. In der offiziellen Berechnung der CEB und des Ausrichters wurde ein sogenannter Kombinationsdurchschnitt ermittelt der wenig Aussagekraft hatte. Hierbei wurde der Durchschnitt im Cadre 47/2 mit zwei multipliziert und mit dem GD der Freien Partie addiert. Deshalb wurden hier zwei Endtabellen mit einem VGD und ein BVEG eingetragen, damit man einen Vergleich mit vorherigen Turnieren hat.
Leider wurden vom Ausrichter keine Höchstserien gemeldet.
In der Endtabelle wurden die erzielten Matchpunkte vor den Partiepunkten und dem VGD gewertet.

## Abschlusstabelle (portugiesische Tabelle)
| MP    | Match Points (Sieger = 2; Unentschieden = 1; Verlierer = 0) |
| Pkte. | Erzielte Karambolagen                                       |
| Aufn. | Benötigte Versuche                                          |
| GD    | Generaldurchschnitt                                         |
| BED   | Bester Einzeldurchschnitt eines Spielers                    |
| HS    | Höchstserie                                                 |
|       | Bester GD des Turniers                                      |
|       | Bester ED des Turniers                                      |
|       | Beste HS des Turniers                                       |
|       | 1. Platz (Gold)                                             |
|       | 2. Platz (Silber)                                           |
|       | 3. Platz (Bronze)                                           |

| Endklassement  | Endklassement | Endklassement    | Endklassement | Endklassement | Endklassement | Endklassement |
| Phase          | Platz         | Name             | MP            | PP            | VGD           | BVED          |
| -------------- | ------------- | ---------------- | ------------- | ------------- | ------------- | ------------- |
| Finale         | 1             | Raymund Swertz   | 10:0          | 20:0          | 157,47        | 263,75        |
| Finale         | 2             | Pavel Böhm       | 8:2           | 15:5          | 66,24         | 165,00        |
| Halb- finale   | 3             | Ian van Krieken  | 4:4           | 9:7           | 63,84         | 189,16        |
| Halb- finale   | 3             | Kenny Miatton    | 3:5           | 6:10          | 23,37         | 27,63         |
| Gruppen- phase | 5             | Ludovic Hebrard  | 3:3           | 6:6           | 23,55         | 40,34         |
| Gruppen- phase | 6             | Christoph Hilger | 2:4           | 4:8           | 89,91         | 138,75        |
| Gruppen- phase | 7             | Thomas Irschik   | 0:6           | 0:12          | 8,55          | –             |
| Gruppen- phase | 8             | Andy de Bondt    | 0:6           | 0:12          | 5,83          | –             |

## Abschlusstabelle (Kombinationsdurchschnitt)
| Endklassement  | Endklassement | Endklassement    | Endklassement | Endklassement | Endklassement | Endklassement |
| Phase          | Platz         | Name             | MP            | PP            | VGD           | BVED          |
| -------------- | ------------- | ---------------- | ------------- | ------------- | ------------- | ------------- |
| Finale         | 1             | Raymund Swertz   | 10:0          | 20:0          | 328,94        | 550,00        |
| Finale         | 2             | Pavel Böhm       | 8:2           | 15:5          | 137,66        | 350,00        |
| Halb- finale   | 3             | Ian van Krieken  | 4:4           | 9:7           | 133,43        | 400,00        |
| Halb- finale   | 3             | Kenny Miatton    | 3:5           | 6:10          | 50,36         | 57,77         |
| Gruppen- phase | 5             | Ludovic Hebrard  | 3:3           | 6:6           | 49,38         | 84,52         |
| Gruppen- phase | 6             | Christoph Hilger | 2:4           | 4:8           | 183,06        | 280,00        |
| Gruppen- phase | 7             | Thomas Irschik   | 0:6           | 0:12          | 19,50         | –             |
| Gruppen- phase | 8             | Andy de Bondt    | 0:6           | 0:12          | 12,76         | –             |

## Gruppenphase
| Abschlusstabelle Gruppe A | Abschlusstabelle Gruppe A | Abschlusstabelle Gruppe A | Abschlusstabelle Gruppe A | Abschlusstabelle Gruppe A | Abschlusstabelle Gruppe A |
| Platz                     | Name                      | MP                        | PP                        | VGD                       | BVED                      |
| ------------------------- | ------------------------- | ------------------------- | ------------------------- | ------------------------- | ------------------------- |
| 1                         | Raymund Swertz            | 6:0                       | 12:0                      | 306,25                    | 400,00                    |
| 2                         | Kenny Miatton             | 3:3                       | 6:6                       | 50,80                     | 57,77                     |
| 3                         | Ludovic Hebrard           | 3:3                       | 6:6                       | 49,38                     | 84,52                     |
| 4                         | Thomas Irschik            | 0:6                       | 0:12                      | 19,50                     | –                         |

| Abschlusstabelle Gruppe B | Abschlusstabelle Gruppe B | Abschlusstabelle Gruppe B | Abschlusstabelle Gruppe B | Abschlusstabelle Gruppe B | Abschlusstabelle Gruppe B |
| Platz                     | Name                      | MP                        | PP                        | VGD                       | BVED                      |
| ------------------------- | ------------------------- | ------------------------- | ------------------------- | ------------------------- | ------------------------- |
| 1                         | Pavel Böhm                | 6:0                       | 11:1                      | 158,03                    | 350,00                    |
| 2                         | Ian van Krieken           | 4:2                       | 9:3                       | 156,25                    | 400,00                    |
| 3                         | Christoph Hilger          | 2:4                       | 4:8                       | 183,06                    | 280,00                    |
| 4                         | Andy de Bondt             | 0:6                       | 0:12                      | 12,76                     | –                         |

## Endrunde
|  | Halbfinale      | Halbfinale | Halbfinale | Halbfinale | Halbfinale | Halbfinale     |            |        | Finale | Finale | Finale  | Finale | Finale | Finale |
|  |                 |            |            |            |            |                |            |        |        |        |         |        |        |        |
|  |                 | MP         | FP         | 47/2       | VGD        | HS             |            |        |        |        |         |        |        |        |
|  |                 | MP         | FP         | 47/2       | VGD        | HS             |            |        |        |        |         |        |        |        |
|  | Raymund Swertz  | 2          | 250,00     | 75,00      | 400,00     | 250/?          |            |        |        |        |         |        |        |        |
|  | Raymund Swertz  | 2          | 250,00     | 75,00      | 400,00     | 250/?          |            | MP     | FP     | 47/2   | VGD     | HS     |        |        |
|  | Ian van Krieken | 0          | 0,00       | 0,50       | 1,00       |                |            | MP     | FP     | 47/2   | VGD     | HS     |        |        |
|  | Ian van Krieken | 0          | 0,00       | 0,50       | 1,00       | Raymund Swertz | 2          | 250,00 | 150,00 | 550,00 | 250/150 |        |        |        |
|  |                 | MP         | FP         | 47/2       | VGD        | Raymund Swertz | 2          | 250,00 | 150,00 | 550,00 | 250/150 | HS     |        |        |
|  |                 | MP         | FP         | 47/2       | VGD        |                | Pavel Böhm | 0      | 75,00  | 1,00   | 77,00   | HS     | 75/1   |        |
|  | Pavel Böhm      | 2          | 83,33      | 15,00      | 113,33     |                | Pavel Böhm | 0      | 75,00  | 1,00   | 77,00   |        | 75/1   |        |
|  | Pavel Böhm      | 2          | 83,33      | 15,00      | 113,33     |                |            |        |        |        |         |        |        |        |
|  | Kenny Miatton   | 0          | 61,33      | 5,50       | 72,33      |                |            |        |        |        |         |        |        |        |
|  | Kenny Miatton   | 0          | 61,33      | 5,50       | 72,33      |                |            |        |        |        |         |        |        |        |

## Disziplintabellen
| Platz                      | Name             | MP   | Pkte. | Aufn. | GD     | BED    | HS  |
| -------------------------- | ---------------- | ---- | ----- | ----- | ------ | ------ | --- |
| 1                          | Raymund Swertz   | 10:0 | 1250  | 5     | 250,00 | 250,00 | 250 |
| 2                          | Pavel Böhm       | 8:2  | 1075  | 12    | 89,58  | 250,00 | 250 |
| 3                          | Ian van Krieken  | 4:4  | 500   | 6     | 83,33  | 250,00 | 250 |
| 4                          | Kenny Miatton    | 4:4  | 689   | 24    | 28,70  | 27,77  |     |
| 5                          | Christoph Hilger | 2:4  | 468   | 3     | 156,00 | 250,00 | 250 |
| 6                          | Ludovic Hebrard  | 2:4  | 332   | 18    | 18,44  | 41,66  |     |
| 7                          | Andy de Bondt    | 0:6  | 62    | 10    | 6,20   | –      |     |
| 8                          | Thomas Irschik   | 0:6  | 84    | 16    | 5,25   | –      |     |
| Turnierdurchschnitt: 47,44 |                  |      |       |       |        |        |     |

| Platz                      | Name             | MP   | Pkte. | Aufn. | GD    | BED    | HS  |
| -------------------------- | ---------------- | ---- | ----- | ----- | ----- | ------ | --- |
| 1                          | Raymund Swertz   | 10:0 | 750   | 19    | 39,47 | 150,00 | 150 |
| 2                          | Pavel Böhm       | 7:3  | 601   | 25    | 24,04 | 50,00  |     |
| 3                          | Ian van Krieken  | 5:3  | 481   | 18    | 25,05 | 75,00  |     |
| 4                          | Kenny Miatton    | 2:6  | 336   | 31    | 10,83 | 15,00  |     |
| 5                          | Ludovic Hebrard  | 4:2  | 356   | 13    | 15,47 | 21,42  |     |
| 6                          | Christoph Hilger | 2:4  | 203   | 15    | 13,53 | 15,00  |     |
| 7                          | Thomas Irschik   | 0:6  | 171   | 24    | 7,12  | –      |     |
| 8                          | Andy de Bondt    | 0:6  | 82    | 25    | 3,28  | –      |     |
| Turnierdurchschnitt: 16,38 |                  |      |       |       |       |        |     |